# Sphyrothecinae
Sphyrothecinae zijn een onderfamilie van springstaarten uit de familie Sminthuridae. De onderfamilie telt 54 beschreven soorten.

## Geslachten
- Afrosminthurus (3 soorten)
- Amazoniatheca (1 soort)
- Lipothrix (4 soorten)
- Neosminthurus (8 soorten)
- Paralipothrix (1 soort)
- Parasphyrotheca (4 soorten)
- Sphyrotheca (33 soorten)